# Bee Gees
«Bee Gees» (укр. «Бі Джіз») — британський поп-гурт. Складався із трьох братів: лідер-вокаліста Баррі Ґібба, другого лідера-вокаліста Робіна Ґібба та клавішника й гітариста Моріса Ґібба.
Робін і Моріс — близнюки. Всі троє народилися на острові Мен у 1940-х роках. 1961 року родина Ґіббів переїхала з Манчестера в Австралію. 1966 року брати повернулися в Англію, де почали успішну кар'єру в рок-музиці (хіти Words й ін.). Однак до початку 1970-х платівки Bee Gees перестали мати успіх.
Другий етап творчості Bee Gees почався, коли музиканти звернулися до музики диско, ставши одними з головних постачальників хітів для дискотек другої половини 1970-х років. До середини 1980-х музика гурту, як і саме диско, стали втрачати популярність. Bee Gees повернули собі увагу критики й любителів музики наприкінці 1990-х, випустивши кілька традиційних рок-альбомів. 2003 року після смерті Моріса Ґібба гурт припинив існування.
Наприкінці 2009 Баррі і Робін оголосили про відродження Bee Gees.
21 травня 2012 року Робін Ґібб помер після тривалого захворювання на рак.

## Дискографія
- 1965 — The Bee Gees Sing and Play 14 Barry Gibb Songs
- 1966 — Spicks and Specks
- 1967 — Bee Gees' 1st
- 1968 — Horizontal
- 1968 — Idea
- 1969 — Odessa
- 1969 — Best of Bee Gees
- 1970 — Cucumber Castle
- 1970 — 2 Years On
- 1971 — Trafalgar
- 1971 — To Whom It May Concern
- 1973 — Life In a Tin Can
- 1973 — A Kick In The Head Is Worth Eight In The Pants
- 1973 — Best of Bee Gees Volume 2
- 1974 — Mr. Natural
- 1975 — Main Course
- 1976 — Children of the World
- 1977 — Saturday Night Fever
- 1979 — Spirits Having Flown
- 1981 — Bee Gees Greatest
- 1983 — Living Eyes
- 1983 — Staying Alive
- 1987 — E.S.P.
- 1989 — One
- 1990 — Tales from the Brothers Gibb
- 1991 — High Civilization
- 1993 — Size Isn't Everything
- 1997 — Still Waters
- 2001 — This Is Where I Came In
- 2001 — Their Greatest Hits: The Record
- 2004 — Number Ones
- 2005 — Love Songs